# Бёрнийские соглашения
Бёрнийские соглашения — соглашения подписанным между Сиамом и Великобританией в 1826 году.
Соглашение назвали в честь главного эмиссара от Ист-Индской Компании, Генри Бёрни. Соглашения признало сиамские притязание по четырём северным малайским султанатам Кедах, Келантан, Перлис и Теренггану. Соглашение далее гарантировало британскую собственность Пинанга и их права торговать в Келантане и Теренггану без сиамского вмешательства. Четыре малайских султаната не были представлены на переговорах по соглашениям.
В 1909 году, стороны соглашения подписали новое соглашение, которое заменило соглашение 1826 года. В 1909 году соглашение, известное как англо-сиамское Соглашение 1909 года, передало четыре малайских султаната к британскому доминиону.